# Nederland op het Eurovisiesongfestival 2025

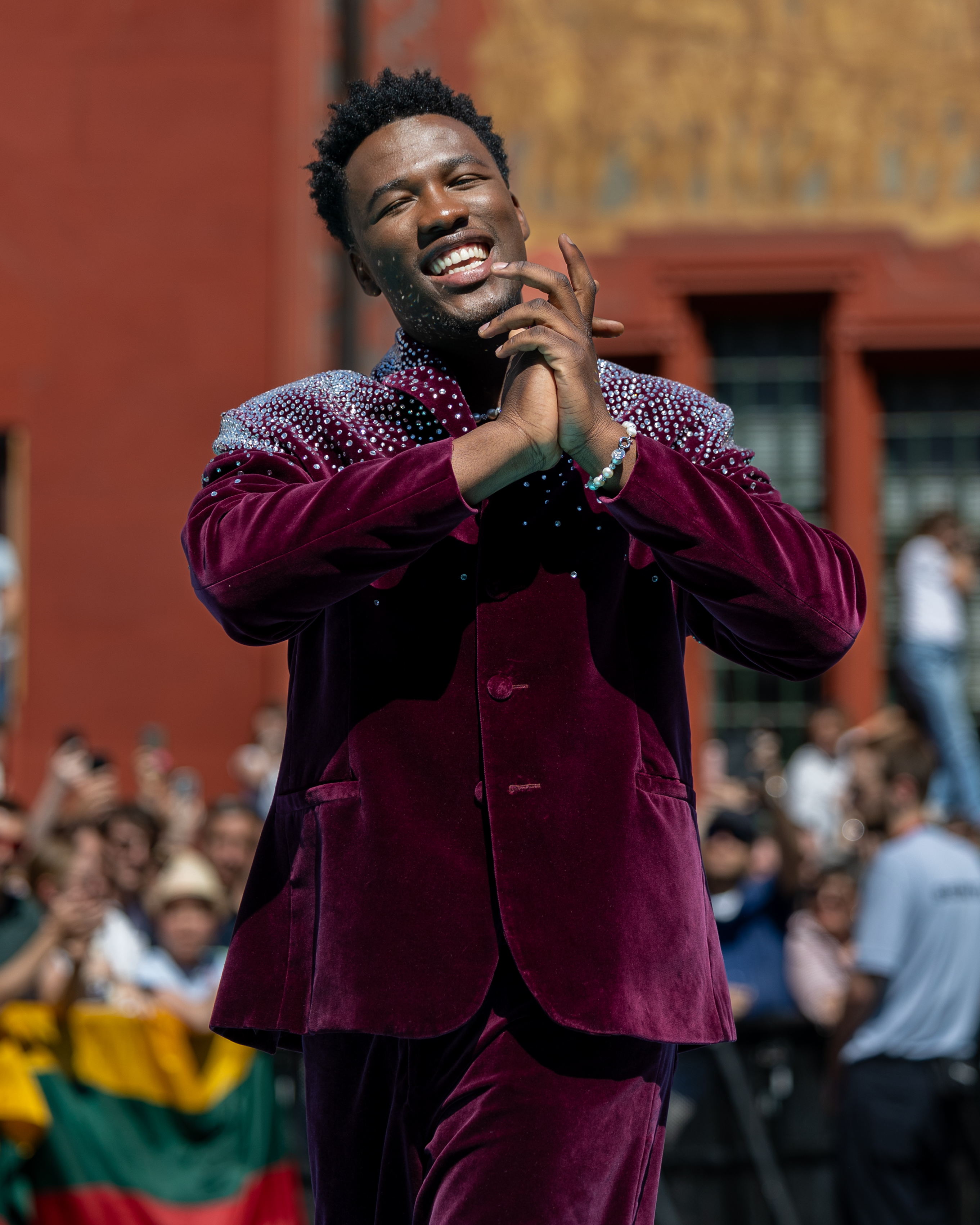
Claude tijdens de openingsceremonie van het Eurovisiesongfestival 2025.

Nederland nam deel aan het Eurovisiesongfestival 2025 in Bazel, Zwitserland. De solozanger Claude werd twaalfde met het deels door hemzelf geschreven lied C'est la vie. Het was de 65ste deelname van het land aan het Eurovisiesongfestival. AVROTROS was verantwoordelijk voor de Nederlandse inzending.

## Selectieprocedure

### Achtergrond
Naar aanleiding van de diskwalificatie van Joost Klein tijdens het Eurovisiesongfestival 2024 diende de AVROTROS bij de European Broadcasting Union (EBU) een verzoek in om uitstel voor de inschrijving van het Eurovisiesongfestival 2025. De omroep kreeg van de EBU tot 1 november de tijd om zich aan te melden. Normaliter lag de deadline op 15 september. Landen hadden daarna nog tot 11 oktober de mogelijkheid zich kosteloos terug te trekken. Reden voor het uitstel was dat AVROTROS in gesprek was de EBU over verschillende kwesties rond het songfestival. Onder andere de diskwalificatie van Joost Klein en andere bezwaren over de gang van zaken achter de schermen werden besproken.
Op 23 oktober 2024 werd bevestigd dat Nederland ging deelnemen aan het Eurovisiesongfestival 2025 in Zwitserland. Na maandenlange gesprekken en overleg kreeg de omroep voldoende garanties van de EBU dat er structurele verbeteringen werden doorgevoerd bij het festival. Hoewel Joost Klein de kans kreeg opnieuw deel te nemen, bedankte hij uiteindelijk voor die mogelijkheid.
Er werden tijdens de interne selectieprocedure 331 liedjes ingezonden. De selectiecommissie die namens AVROTROS de Nederlandse inzending voor Bazel koos bestond uit zes leden. Op 19 december 2024 kwam naar buiten dat de 21-jarige zanger Claude Nederland zou vertegenwoordigen. Eind februari 2025 volgde de bekendmaking van het nummer: C'est la vie. Het is een tweetalig lied (Frans en Engels), geschreven door Claude zelf in samenwerking met Léon Paul, Arno Krabman en Joren van der Voort. Het nummer zou bekend worden gemaakt op 27 februari 2025, maar de inzending lekte een dag eerder al uit.

## In Bazel
Nederland nam op 13 mei 2025 deel aan de eerste halve finale, waarbij Claude genoeg punten kreeg om door te mogen naar de finale op 17 mei. Claude haalde in zijn optreden halverwege enkele tekstregels door elkaar. Ook qua zang was het optreden volgens Het Parool niet vlekkeloos. Bij de generale repetitie op 16 mei verdeelde de vakjury zijn punten. Tijdens de finale op 17 mei maakte Claude aan het begin een tekstfout. Volgens de NRC kwam hij in de finale vocaal minder zelfverzekerd over dan bij zijn optreden in de halve finale. Gedurende de tellingen schommelde Claude lang rond de zesde plek. Uiteindelijk werd hij twaalfde van de 26 deelnemers. De vakjury had hem overigens een vijfde plaats toebedeeld (deze jury gaf zijn punten tijdens het repetitie-optreden op 16 mei), maar de publieksjury beloonde zijn optreden in de finale slechts met een gedeelde vijftiende plek.
Vanuit de vakjury's ontving Nederland 133 punten, waarvan tien uit IJsland, Ierland, Polen en Spanje. Cyprus, Litouwen, Griekenland en Zweden hadden acht punten over voor Claude. Zeven kwamen er uit Tsjechië, Georgië en Luxemburg; zes uit Zwitserland, vijf uit Noorwegen en Portugal; vier uit Slovenië. Drie punten kwamen er van Albanië, Armenië, Azerbeidzjan, België en Frankrijk. Twee uit Oostenrijk en Montenegro en Estland had ook nog een puntje over.
Van de televoters kreeg Nederland 42 punten, waarbij IJsland en Griekenland met allebei zes de meeste punten gaven. België en Noorwegen gaven er vijf. Estland vier, Oostenrijk en Portugal drie. Twee punten kwamen uit Armenië, San Marino en Zweden. Albanië, Litouwen, Cyprus en Zwitserland hadden één punt over voor C’est la vie.

#### Punten gegeven door Nederland
In het vet staat de winnaar van de (halve) finale. In de finale stemde ook een zogenaamde vakjury uit Nederland; deze bestond uit Frits Spits, Quinty Misiedjan, Dennis van Leeuwen, Ronald de Bas en Gaia Aikman.
| Score     | 1e halve finale |             | Finale      | Finale |
| Score     | Televoting      | Vakjury     | Televoting  |        |
| 12 punten | Polen           | Oostenrijk  | Israël      |        |
| 10 punten | IJsland         | Zwitserland | Polen       |        |
| 8 punten  | Oekraïne        | Zweden      | Estland     |        |
| 7 punten  | Zweden          | Portugal    | Zweden      |        |
| 6 punten  | Estland         | Luxemburg   | Finland     |        |
| 5 punten  | België          | Israël      | Griekenland |        |
| 4 punten  | Albanië         | Litouwen    | Oekraïne    |        |
| 3 punten  | Portugal        | Letland     | Oostenrijk  |        |
| 2 punten  | Noorwegen       | Frankrijk   | Italië      |        |
| 1 punt    | Kroatië         | Albanië     | Duitsland   |        |

1956 · 1957 · 1958 · 1959 · 1960 · 1961 · 1962 · 1963 · 1964 · 1965 · 1966 · 1967 · 1968 · 1969 · 1970 · 1971 · 1972 · 1973 · 1974 · 1975 · 1976 · 1977 · 1978 · 1979 · 1980 · 1981 · 1982 · 1983 · 1984 · 1985 · 1986 · 1987 · 1988 · 1989 · 1990 · 1991 · 1992 · 1993 · 1994 · 1995 · 1996 · 1997 · 1998 · 1999 · 2000 · 2001 · 2002 · 2003 · 2004 · 2005 · 2006 · 2007 · 2008 · 2009 · 2010 · 2011 · 2012 · 2013 · 2014 · 2015 · 2016 · 2017 · 2018 · 2019 · 2020 · 2021 · 2022 · 2023 · 2024 · 2025
Albanië · Armenië · Australië · Azerbeidzjan · België · Cyprus · Denemarken · Duitsland · Estland · Finland · Frankrijk · Georgië · Griekenland · Ierland · IJsland · Israël · Italië · Kroatië · Letland · Litouwen · Luxemburg · Malta · Montenegro · Nederland · Noorwegen · Oekraïne · Oostenrijk · Polen · Portugal · San Marino · Servië · Slovenië · Spanje · Tsjechië · Verenigd Koninkrijk · Zweden · Zwitserland